# Giulio Fiastri
Giulio Fiastri (Reggio Emilia, 20 aprile 1829 – Palermo, 3 ottobre 1866) è stato un militare italiano, insignito della medaglia d'oro al valor militare alla memoria.

## Biografia
Nacque a Reggio Emilia il 20 aprile 1829, figlio di Gaspare e di Clotilde Grassi. Discendente da famiglia patrizia reggiana, frequentò il Collegio Militare di Parma e nell'autunno del 1846 passò all'Istituto dei Cadetti Pionieri di Modena, dal quale fu espulso il 20 gennaio 1848 per i suoi sentimenti favorevoli all'unità d'Italia. Ammesso a studiare presso la Facoltà di matematica dell'Università di Pisa, e con l'inizio della prima guerra d'indipendenza italiana si arruolò volontario nella colonna Torres al servizio del Governo provvisorio della Lombardia. Impaziente di prendere parte ai combattimenti, nel mese di aprile entrò nella Guardia mobile modenese e prese parte ai combattimenti a Castellaro e Governolo. Divenuto sottotenente nella compagnia zappatori, sotto il comando delle truppe dell'Armata sarda, partecipò all'assedio di Peschiera.
Nel dicembre successivo ottenne l'ammissione nell'Armata sarda conservando lo stesso grado, e venne assegnato alla 2ª Compagnia del 1º Battaglione zappatori. Prese parte alla campagna del 1849 distinguendosi nei combattimenti alla Sforzesca (21 marzo) e nella battaglia di Novara (23 marzo), ottenendo una menzione onorevole. Trasferito all'arma di fanteria nel 1852 fu assegnato all'8º Reggimento fanteria della brigata Cuneo. Si distinse nella guerra di Crimea, assegnato in servizio al Corpo di spedizione sardo, dal 1855 al 1856. Nella seconda guerra d'indipendenza italiana con il grado di tenente, conseguito nell'agosto 1847, fu ufficiale d'ordinanza del generale Enrico Cerale comandante la brigata Aosta, distinguendosi nella battaglia di San Martino il 24 giugno, dove fu decorato con una medaglia d'argento al valor militare. Promosso capitano nell'ottobre 1859, passò al 2º Reggimento "Granatieri di Sardegna" partecipando l'anno dopo alla campagna piemontese in Italia centrale per l'annessione delle Marche e dell'Umbria. Nell'assedio di Perugia, il 24 settembre, ottenne la seconda medaglia d'argento al valor militare. Promosso maggiore nel giugno 1866, assunse il comando del 5º Battaglione del 2º Reggimento "Granatieri di Sardegna" con il quale partecipò alla terza guerra d'indipendenza italiana.
Era arrivato a Palermo da qualche giorno, quando nel corso della notte del 16 settembre 1866 scoppiò la rivolta nella città. Al comando delle reclute del battaglione, partecipò alle operazioni di repressione dei moti rimanendo ferito nella stessa mattina del 16 settembre ad una gamba. Il giorno dopo durante l'assalto ad una seconda barricata, venne nuovamente colpito, decedendo presso l'ospedale militare della città il 3 ottobre 1866 per le ferite riportate. Con Regio Decreto del 31 gennaio 1867 fu insignito della medaglia d'oro al valor militare alla memoria.